# Eurostar Italia

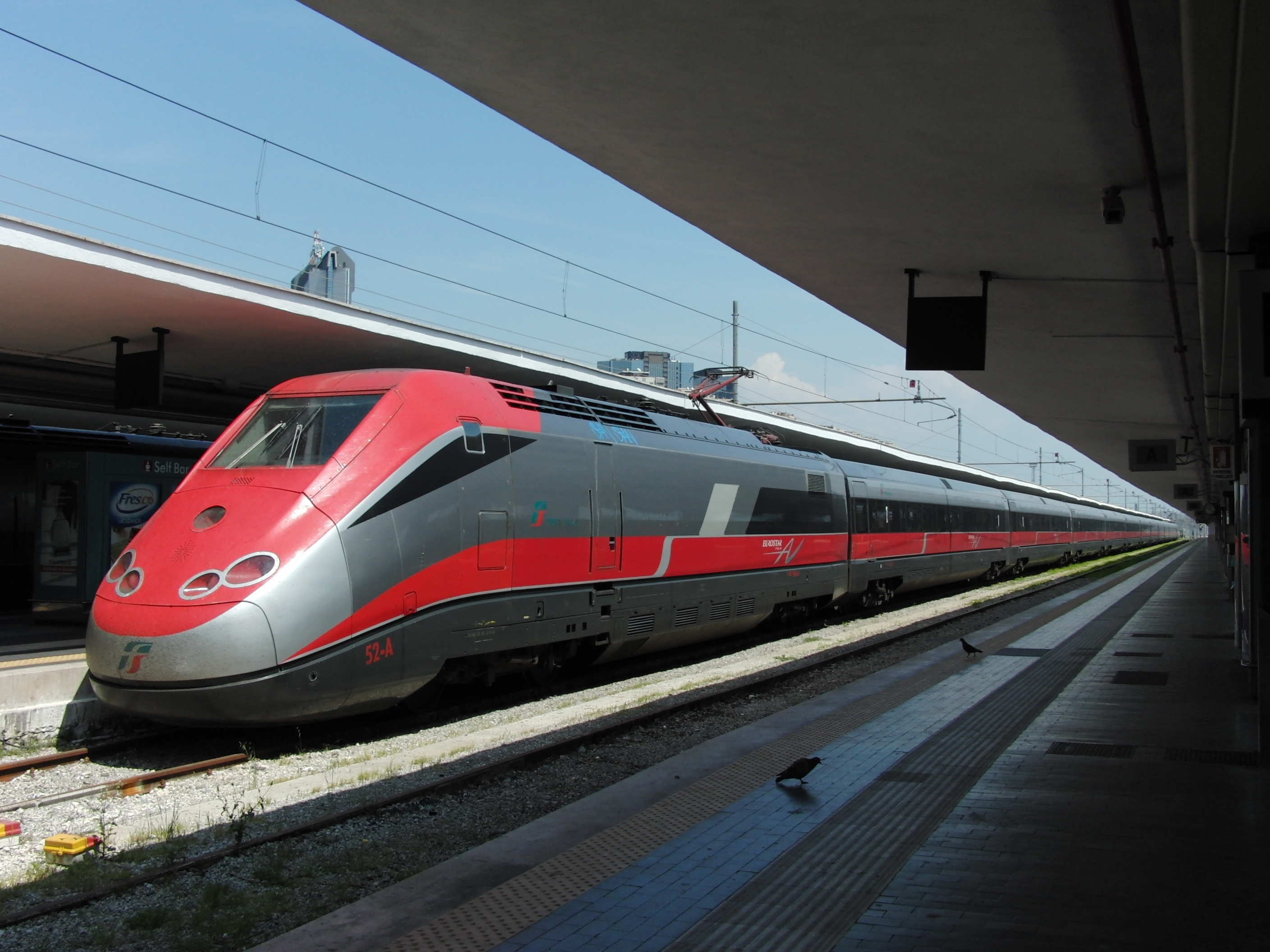
Pociąg ETR 500 sieci Eurostar Italia na stacji w Neapolu

Strzały (d. Eurostar Italia) – sieć kolei dużej prędkości, obsługiwana przez włoskiego przewoźnika Trenitalia, łącząca największe miasta we Włoszech. Codziennie uruchamianych jest ponad 200 połączeń, realizowanych głównie przez pociągi Pendolino ETR 460,ETR 485 i ETR 600-610 oraz ETR 500.
Nie należy mylić ani identyfikować pociągów Eurostar Italia z pociągami Eurostar, kursującymi między Londynem, Paryżem i Brukselą przez Eurotunel. Są to dwie różne sieci kolejowe, obsługiwane przez różnych operatorów i kursujących na terenach innych państw.

## Działalność
Pierwsze pociągi pod nazwą Eurostar Italia zostały uruchomione przez włoską kolej w 1988 roku. Początkowo obsługiwały tylko linię Mediolan – Rzym, lecz niedługo potem zaczęły także jeździć z Rzymu do Wenecji oraz do Neapolu.
Pociągi te mogą poruszać się z prędkością do 300 km/h. Są szybkie, komfortowe i kursują w cyklicznym rozkładzie jazdy między największymi miastami we Włoszech. Oprócz tego, zatrzymują się też na większych stacjach węzłowych oraz w kurortach wypoczynkowych.
W każdym składzie pociągu Eurostar Italia znajduje się wagon restauracyjny, bar-bistro oraz wagon dla osób niepełnosprawnych na wózkach. Wagony zarówno 1. jak i 2. klasy są klimatyzowane i bezprzedziałowe. W pociągach tych obowiązuje rezerwacja miejsc oraz całkowity zakaz palenia.
Marka Eurostar Italia została zlikwidowana w 2012 r. a pociągi podzielone na trzy kategorie-Strzały (Le Frecce)

## Relacje

### Frecciarossa (Czerwona Strzała)
dwa razy na godzinę:
- Mediolan – Rzym bezpośrednio lub przez Florencję i Bolognę
- Mediolan – Neapol przez Rzym;niektóre kursy są przedłużone do Salerno.

raz na godzinę:
- Rzym – Turyn przez Mediolan
- Wenecja – Rzym;wybrane kursy przedłużone do Neapolu i Salerno.

kilka połączeń dziennie:
- Mediolan – Ankona przez Pesaro i Rimini, wybrane kursy do Bari.

### Frecciargento (Srebrna Strzała)
raz na godzinę:
- Wenecja – Rzym;wybrane kursy przedłużone do Neapolu i Salerno (obecnie zastępowane przez Frecciarossa)

kilka razy dziennie:
- z Rzymu do: Bari, Lecce, Tarentu, Ankony, Triestu, Udine, Werony, Bolzano. Jedna para kursuje do Reggio Calabria

### Frecciabianca (Biała Strzała)
raz na dwie godziny
- z Mediolanu do: Ancony, Pescary, Bari, Lecce, Tarentu (zastępowane obecnie przez Frecciargento)
- z Turynu do: Ankony, Pescary, Bari, Lecce, Tarentu (zastępowane obecnie przez Frecciargento)
- z Wenecji do Lecce (zastępowane obecnie przez Frecciargento)

kilka razy dziennie
- Rzym - Genua przez Livorno, Pizę i La Spezię (pięć razy dziennie)
- Rzym - Rawenna przez Foligno i Falconarę Nadmorską (raz dziennie)
- Rzym - Reggio Calabria przez Sapri, Paolę, Lamecję Termy i Villa San Giovanni (dwa razy dziennie)

### Tabor
ETR 400 (dawniej ETR 1000) Frecciarossa 1000
Najnowszy nabytek Trenitalii, przystosowany do jazdy z prędkością 350 km/h (termin jej wprowadzenia do rozkładu jazdy nie jest znany). EZTy złożone są z 8 wagonów, podzielone są na 4 klasy (Executive, Biznes, Premium i Standard), zastępują sporą część ETR 500 na trasie Turyn-Salerno, pojawiają się też na trasach, na których wymagana pojemność jest mniejsza.
Przystosowane są do kursowania w trakcji podwójnej.
Pendolino ETR 450
Jedne z pierwszych szybkich pociągów kolei włoskiej wprowadzone w 1988, na trasach Rzym-Mediolan oraz Rzym-Wenecja. Złożone z 9 wagonów z przechylnymi pudłami, wraz z lokomotywami na obu końcach. W składzie pociągu wagon restauracyjny. Maksymalna prędkość to 250 km/h,zredukowana w 2004 r. do 200 km/h po wyłączeniu pudła wychylnego. Obecnie kursują jako InterCity na trasach Rzym – Reggio C., Rzym – Perugia oraz Rzym – Ancona. Składy te wycofano z eksploatacji ze względu na ich zużycie oraz słabe prędkości handlowe.
Pendolino ETR 460/3
Pierwsze składy ETR 460 zostały wprowadzone do użytku w 1993. Podobnie jak ich poprzedniki, złożone są z 9 pochylnych wagonów. Wprowadzono do nich jednak wiele innowacji oraz znacznie zmieniono design oraz wystrój wnętrz. Kursują w dalszym ciągu na trasach z Rzymu do Reggio Calabria oraz z Rzymu do Rawenny.
Pendolino ETR 485 Frecciargento
Kursują na trasach do Reggio C., Lecce oraz Bolzano. Prędkość maksymalna wynosi 250 km/h, jak dla ETR 460. Część z nich ma trafić do Kolei Greckich OSE, celem obsługi trasy Ateny-Saloniki.
ETR 500 Frecciarossa
Najszybsze, najwygodniejsze, sztandarowe pociągi Eurostar Italia. Składają się z 11 wagonów + 2 lokomotywy. W składzie mają wagon restauracyjny lub bistro. Do użytku zostały wprowadzone w 1995. Prędkość maksymalna to 300 km/h.
Pendolino ETR 600 i ETR 610 Frecciargento
Najnowsze modele Pendolino, wyprodukowane przez firmę Alstom. W użytku od grudnia 2008 roku. Kursują na trasie Rzym – Wenecja - Triest/Udine. Można spotkać je na trasie do Werony.
ETR 700 Frecciargento
Dawniej należące do Kolei Holenderskich NS składy V250 "Albatros", kursowały tam jako "Fyra". W 2013 składy zwrócono do producenta, ze względu na liczne usterki (które, jak później ustalono, były wynikiem niewłaściwej eksploatacji pociągów, w tym jazd z prędkościami 250 km/h zamiast zalecanych 20 w warunkach zimowych), Hitachi Rail Italy. W 2017 r. Trenitalia odkupiła EZTy w korzystnej cenie, zamawiając ich przebudowę na Srebrne Strzały. Obecnie kursuje 17 sztuk.

### Linie wysokich prędkości
Użytkowane:
- Rzym – Florencja (od 1977)-obecnie przystowywana do prędkości 300 km/h na odcinku Chiusi - Città della Pieve
- Rzym – Neapol (od grudnia 2005)-w miejscowości Afragola budowana jest stacja KDP Neapol Afragola (otwarcie w 2015)
- Turyn – Mediolan (od grudnia 2009)
- Mediolan – Bolonia (od grudnia 2008)-9 czerwca 2013 otwarto na niej stację Reggio Emilia Miedzypadańską
- Wenecja – Padwa (od 2007)-przystosowana do 250 km/h
- Florencja – Bolonia (od czerwca 2009)
- Bolonia - Werona (od 2008)-przystosowana do 200 km/h
- Mediolan – Brescia (2016)

W budowie lub modernizacji:
- Mediolan – Genua (oddanie do użytku po 2026)
- Turyn – Lion (oddanie do użytku po 2030)

Projektowane:
- Neapol – Reggio Calabria (modernizacja do 200 km/h-częściowo w użytku)
- Neapol – Bari (modernizacja do 200 km/h-oddanie w 2026)
- Wenecja – Werona (oddanie po 2030)
- Wenecja – Triest (planowana modernizacja do 200 km/h)
- Villa San Giovanni – Palermo / Katania (odcinek Mesyna - Patti w użytku;oddanie całej linii po budowie Mostu nad Cieśniną Mesyńską)

### Plany na przyszłość
Włoska kolej planuje posiadać ok. 1500 km linii wysokich prędkości. Na sporej części z nich, nowe pociągi ETR 400, eksploatowane od 2015 r., miałyby podróżować z prędkością 350 km/h. Po zakończeniu wszystkich prac, oprócz gęstej sieci połączeń krajowych, mają też powstać międzynarodowe, np. Rzym – Mediolan – Turyn – Paryż, czy Rzym – Mediolan – Zurych (obecnie obsługiwane przez szwajcarskie ETR 610).